# Kolozsgyula
Kolozsgyula (románul: Giula) falu Romániában, Kolozs megyében.

## Fekvése
Kolozsvártól 27 km-re északra, Kolozsborsa, Kolozskovácsi, Hosszúmacskás és Csomafája közt fekvő település.

## Története
1307-ben Gyula néven említik először.
A települést a középkorban római-katolikus vallású magyarok lakták, akik a reformáció idején felvették a református vallást. Eredetileg önálló egyházközség volt, majd a hívek számának megcsappanása miatt 1788-tól Csomafája filiája lett.
A trianoni békeszerződésig Kolozs vármegye Kolozsvári járásához tartozott.

## Lakossága
1910-ben 784 lakosa volt, ebből 709 fő román és 75 magyar volt.
2002-ben 198 lakosából 183 fő román és 15 magyar volt.

## Látnivalók
- Református templomának építési ideje ismeretlen, de gótikus stílusa alapján a 15. század elején épülhetett. Harangja a 16. századból való.